# Izabel Goulart
Maria Izabel Goulart Dourado (sinh ngày 23 tháng 10 năm 1984) là một siêu mẫu Brasil, một trong những thiên thần của show trình diễn nội y của nhãn hiệu đồ lót Victoria Secret và là một trong những người mẫu hàng đầu của nhãn hiệu này.

## Tiểu sử
Cô được biết đến nhiều hơn kể từ khi tham gia vào show trình diễn Victoria Secret năm 2005. Liên tiếp sau đó là những bản hợp đồng từ H&M, Sport Illustrated. Năm 2011, Izabel lọt top 100 người phụ nữ quyến rũ nhất hành tinh theo bình chọn của tạp chí FHM. Cô có phong cách riêng với vẻ đẹp pha trộn Âu-Mỹ bốc lửa.
Izabel Goulart từng xuất hiện trong một số bộ phim truyền hình của Mỹ như Two and a Half Men (phần 4, tập 9), bên cạnh đó cô cũng là gương mặt quảng cáo của Armani Exchange từng xuất hiện trên tạp chí áo tắm Sports Illustrated. Cô còn tích cực tham gia các hoạt động từ thiện tại Brasil Izabel Goulartcòn là một cổ động viên nhiệt tình và là người hâm hộ của đội tuyển bóng đá Brasil tại Giải vô địch bóng đá thế giới năm 2014.